# 奉宸苑
奉宸苑，清朝官署名，清朝内務府所管轄的三個院之一。與上駟院以及武備院這兩院合稱為「内三院」。負責管理清代皇室所屬的皇家園林、河道、皇室飲食生產等。包含如景山、瀛台、三海、玉泉山稻田廠、南苑、圓明園、暢春園、清漪園等處的管理和修繕等事宜。名義上主官為正三品奉宸苑卿，但另由管理奉宸苑事務大臣管理。

## 職權
《清史稿．卷一百一十八．志九十三．職官五内務府》:奉宸苑卿負責掌管苑囿禁令，隨時修葺各處以準備皇室的臨幸。郎中以下各官各自分別管理苑囿河道。齋宮負責管理陳設氾埽。稻田廠負責管理供內庭米粟，兼徵田地賦稅。南苑各官掌徵南苑地賦，並治園庭事務。其兼攝者：齋宮兼理郎中，值年員外郎，稻田廠值年員外郎，各一人。

## 歷史

### 官署歷史

#### 康熙二十三年(1684年)
首次設立奉宸苑衙門，由內府總管，即內務府總管來負責管理，官署內設立郎中、員外郎等屬官。

#### 雍正六年（1728年）
在四月時，訂定奉宸苑主官為正三品卿職。

#### 乾隆十四年(1749年)
依照上駟院的案例，在三月時設定奉宸苑卿的名額為兩人，仍是由大臣來管理苑囿之事。

### 下屬官署歷史

#### 南苑官
順治十六年(1659年)始設

#### 静明園官
康熙三十一年(1692年)設立

#### 暢春園官
康熙五十一年(1712年)增設

#### 湯山行宫官
康熙五十四年(1715年)設立

#### 圓明園官
雍正元年(1723年)設立

#### 静宜園官
乾隆九年(1744年)設立

#### 長春園官及清漪園官
乾隆十六年(1751年)設立

## 編制
- 管理奉宸苑事務大臣：初一人，後改無定員，特簡王公大臣兼充。
- 正三品奉宸苑卿：二人。
- 正五品郎中：六人。
- 從五品員外郎：八人。
- 正六品主事：三人。
- 苑丞：三十二人，六品十人，七品五人，八品十七人。
- 七品苑副：十六人。
- 八品苑副：二十三人
- 六品庫掌：一人。
- 七品庫掌：一人。
- 未入流筆帖式：五十九人。
- 未入流漢牐官：一人。[3]